# La Combattante (cacciatorpediniere)
Il La Combattante fu un cacciatorpediniere di scorta parte della classe Hunt, varato nell'aprile 1942 e attivo nel periodo della seconda guerra mondiale.
Costruito originariamente per la Royal Navy britannica con il nome di HMS Haldon, prima del suo completamento l'unità fu ceduta alle Forces navales françaises libres del movimento della France libre, servendo poi come unità di scorta nell'area del canale de La Manica; il 23 febbraio 1945 la nave andò perduta per l'urto con una mina navale nell'area dell'estuario dell'Humber.

## Storia
Ordinata il 28 luglio 1940 ai cantieri della Fairfield Shipbuilding and Engineering Company di Govan, la nave fu impostata il 16 gennaio 1941 ma riportò danni il 13 marzo 1941 durante un bombardamento aereo tedesco sul cantiere, fatto che ne ritardò i lavori di realizzazione fino al 27 aprile 1942 quando fu infine varata con il nome di Haldon, seconda unità della Royal Navy a portare questo nome dopo un dragamine dell'epoca della prima guerra mondiale. Ancora prima del suo completo allestimento, il 1º dicembre 1942 la nave fu ceduta alle forze navali francesi libere assumendo il nuovo nome di La Combattante ed entrando infine in servizio il 30 dicembre seguente.
Dopo prove in mare ed esercitazioni, nel febbraio 1943 la nave fu assegnata alla Home Fleet britannica e in marzo trasferita a Portsmouth per partecipare alle missioni di scorta ai convogli navali nell'area del canale de La Manica insieme alla 1st Destroyer Flotilla. Il 7 ottobre il cacciatorpediniere fu preso di mira da alcune batterie costiere mentre pattugliava le acque al largo di Le Havre, mentre il 26 aprile 1944 ingaggiò una flottiglia di S-boot tedesche davanti Selsey Bill affondando la motosilurante S-147. In maggio il La Combattante fu assegnato a missioni di ricognizione delle coste settentrionali della Francia in previsione della futura invasione da parte degli alleati, sostenendo il 13 maggio un nuovo scontro con S-boot tedesche davanti Selsey Bill durante il quale fu affondata la S-141 (tra le cui vittime si contò anche Klaus Dönitz, figlio del comandante della Kriegsmarine tedesca ammiraglio Karl Dönitz); il 28 maggio il cacciatorpediniere aprì il fuoco su un contatto radar sospetto mentre pattugliava il canale della Manica, affondando per errore la motosilurante britannica MTB 732.
Il 6 giugno 1944 il La Combattante partecipò agli eventi dello sbarco in Normandia, conducendo missioni di supporto di fuoco ai reparti alleati sbarcati su Juno Beach; la nave continuò poi con le missioni di supporto di fuoco al largo della Normandia, e il 13 giugno trasportò il generale Charles De Gaulle con il suo staff durante una visita del capo della France libre alla testa di ponte alleata. Tra luglio e agosto il cacciatorpediniere prese parte a diversi pattugliamenti nella Manica, ma il 7 agosto riportò danni in una collisione e dovette essere inviata in porto per le riparazioni; tornata in servizio, la nave sostenne il 26 agosto uno scontro con imbarcazioni leggere tedesche al largo di Fécamp affondandone tre e danneggiandone due, mentre il 28 agosto seguente partecipò a un attacco di motosiluranti britanniche a un convoglio tedesco salpato da Le Havre durante il quale furono danneggiati due mercantili.
La nave continuò con le missioni di scorta al traffico alleato nella Manica e davanti Anversa, soccorrendo il 19 dicembre i superstiti del mercantile Steel Traveller saltato su una mina. Il 23 febbraio 1945, mentre si trovava ad operare nell'estuario dell'Humber, il La Combattante urtò una mina navale affondando rapidamente: le vittime tra l'equipaggio ammontarono a 67 uomini, di cui due britannici e il resto francesi. Il comando della Kriegsmarine tedesca attribuì inizialmente l'affondamento dell'unità a un'azione del sommergibile tascabile tipo "Seehund" U-5330, il quale nella notte tra il 23 e il 24 febbraio aveva silurato un'unità alleata in quella stessa zona: l'unità colpita dal battello risultò poi la nave posacavi britannica Alert.